# Futbol Club Barcelona hockey sobre patines 1951
Questa voce raccoglie le informazioni riguardanti il Futbol Club Barcelona hockey sobre patines nelle competizioni ufficiali della stagione 1951.

## Risultati

### Coppa del Generalissimo
| Gior. | Incontro                  | Risultato |
| ----- | ------------------------- | --------- |
| SF    | Espanyol - Barcellona     | 2 - 0     |
| FI    | Barcellona - GEIEG Girona | 9 - 2     |

## Rosa 1951

### Giocatori
| N° | Naz.              | Ruolo | Sportivo                 | Anno | Alt. | Peso |
| -- | ----------------- | ----- | ------------------------ | ---- | ---- | ---- |
|    | Spagna (bandiera) | P     | Pere Nadal Tortajada     |      |      |      |
|    | Spagna (bandiera) | E     | Pere Gallen Balaguer     | 1934 |      |      |
|    | Spagna (bandiera) | E     | Javier Bargallo          |      |      |      |
|    | Spagna (bandiera) | E     | Josep Maria Prieto Pueyo | 1924 |      |      |
|    | Spagna (bandiera) | E     | Felip Rovira Luitz       |      |      |      |
|    | Spagna (bandiera) | E     | August Serra Mustich     | 1920 |      |      |

### Staff
- 1º Allenatore:
- 2º Allenatore:
- Meccanico: